# Callionymus melanotopterus
Callionymus melanotopterus là một loài cá biển thuộc chi Callionymus trong họ Cá đàn lia. Loài này được mô tả lần đầu tiên vào năm 1850.

## Phân bố và môi trường sống
C. melanotopterus được tìm thấy tại Singapore và Indonesia.

## Mô tả
Đầu và thân của C. melanotopterus có màu nâu sẫm; vùng bụng sáng màu hơn; hai bên lườn có một hàng đốm đen. Vây lưng thứ nhất sẫm màu, với một đốm đen trên màng vây thứ hai. Vây lưng thứ hai, vây đuôi, vây ngực và vây bụng lốm đốm đen. Vây hậu môn sẫm màu, phần gốc có vệt trắng.
Số gai ở vây lưng: 4; Số tia vây mềm ở vây lưng: 10; Số gai ở vây hậu môn: 0; Số tia vây mềm ở vây hậu môn: 9.